# Brunei dollár
A brunei dollár (malájul: ريڠڬيت بروني / ringgit Brunei) Brunei hivatalos pénzneme, melyet Szingapúrban is használnak.

## Története
A legősibb brunei pénz a kauri-kagyló volt, és a híres brunei bronz teáskannákat is használták az észak-borneói árucsere lebonyolítása során. 1868-ban pitisnek nevezett ón érméket adtak ki, ezt követte 1888-ban az első cent megjelenése, ez a Straits Settlements (Malaka-szorosi Települések) nevű brit gyarmat által kiadott Malaka-szorosi dollár századrésze volt. Ezt 1939-től felváltotta a malájföldi dollár 1:1 arányban, amit 1953-tól malájföldi és brit-borneói dollár néven hozták forgalomba 1967-ig.
1967-ben a fenti valutát használó országok önálló pénzeket adtak ki: a brunei dollárt, a szingapúri dollárt és a maláj ringgitet. Ezeket 1973-ig 1:1 arányban át lehetett váltani egymásra, ma már csak a brunei és a szingapúri dollár váltható át. Bruneinek nincs központi bankja, ennek funkcióit a pénzügyminiszter felügyelete alá tartozó kincstári szerv látja el.

## Érmék
| Érték  | Tulajdonságok | Tulajdonságok | Tulajdonságok   | Leírás      | Leírás                    | Leírás                  |
| Érték  | Átmérő        | Súly          | Anyag           | Szegély     | Előlap                    | Hátlap                  |
| ------ | ------------- | ------------- | --------------- | ----------- | ------------------------- | ----------------------- |
| 1 sen  | 17,70 mm      | 1,24 g        | réz-cink        | sima        | A szultán neve és arcképe | év és egy helyi motívum |
| 5 sen  | 16,26 mm      | 1,56 g        | Alumínium-bronz | érdes       | A szultán neve és arcképe | év és egy helyi motívum |
| 10 sen | 19,40 mm      | 2,6 g         | Cupronikkel     | érdes       | A szultán neve és arcképe | év és egy helyi motívum |
| 20 sen | 23,50 mm      | 4,5 g         | Cupronikkel     |             | A szultán neve és arcképe | év és egy helyi motívum |
| 50 sen | 27,70 mm      | 7,29 g        | Cupronikkel     | év és címer | A szultán neve és arcképe | év és egy helyi motívum |

## Bankjegyek
| 1 dollár      | 141 x 69 mm | kék                | Omar Ali Saifuddin-mecset, dillenia suffruticosa, Brunei címere, Hassanal Bolkiah szultán  | Omar Ali Saifuddin-mecset, lagúna   | 2011 | 2011. július 18.   |
| 5 dollár      | 141 x 69 mm | zöld és sárga      | curcuma longa, királyi ceremónia-terem, Brunei címere, Hassanal Bolkiah szultán            | királyi ceremónia-terem szökőkúttal | 2011 | 2011. július 18.   |
| 10 dollár     | 141 x 69 mm | vörös, barna       | cosmos caudatus, Jame Asr Hassanal Bolkiah-mecset, Brunei címere, Hassanal Bolkiah szultán | Omar Ali Saifuddin-mecset           | 2011 | 2011. július 18.   |
| 500 dollár    | 175 x 80 mm | narancssárga       | vesetea, Brunei címere, Hassanal Bolkiah szultán                                           | Omar Ali Saifuddin-mecset, lagúna   | 2006 | 2006. december 28. |
| 1000 dollár   | 166 x 76 mm | barna, világoszöld | merremia borneensis, Brunei címere, Hassanal Bolkiah szultán                               | Pénzügyminisztérium épülete         | 2006 | 2007. június 21.   |
| 10 000 dollár | 181 x 90 mm | zöld és barna      | passiflora foetida, Brunei címere, Hassanal Bolkiah szultán egyenruhában                   | parlament épülete                   | 2006 | 2006. december 28. |